# Aşağı Çardaqlar
Aşağı Çardaqlar è un comune dell'Azerbaigian situato nel distretto di Zaqatala. Conta una popolazione di 1 045 abitanti.